# 西口真央
西口 真央（にしぐち まお、1995年10月3日 - ）は、広島テレビの元アナウンサー。大阪府河内長野市出身。青山学院大学卒業。2022年12月現在、ロンと名付けた犬（メス3歳）とジョージア在住。

## 来歴・人物
特技はテニス（硬式） で、高校時代にテニスのインターハイのダブルスで優勝、大学ではジュニア選手のコーチをしていた。テニス雑誌『スマッシュ』（日本スポーツ企画出版社）にて、全国の中高テニス部を訪問する連載企画「頑張れ部活テニス!」などを担当していた。東京都テニス協会主催 国際女子プロテニストーナメント「安藤証券オープン東京」エキジビションマッチでは2016年、2017年と佐藤朱（AKB48 チーム8宮城県代表）と2年連続でペアを組んだ。
2015年、ミス青山コンテスト2015ファイナリスト。サマンサタバサ ワンライフモデルオーディション2015のグランプリ受賞、大学時代はサマンサタバサのモデルをしていた。
大学生時代、海外旅行でタイ王国、オアフ島、アメリカ合衆国（ニューヨーク、フロリダ、カリフォルニア、アリゾナ）、モロッコ（マラケシュ、カサブランカ、エッサウィラ）、ベナン共和国、パリに行ったことがある。
2018年4月、広島テレビにアナウンサーとして入社。初鳴きは『テレビ派』での東京ディズニーランドリポートVTR。2018年7月から2021年3月まで三四郎と共に番組レギュラーMCを務めた。
ディズニー好きで、東京、オアフ島、カリフォルニア、フロリダ、パリ、香港のディズニーに行っている。
大阪時代から新井貴浩選手のファン。
広島テレビと同じ日本テレビ系列で研修を一緒に受けた系列同期アナウンサーの読売テレビ 澤口実歩は大学生時代に週5回程会っていた仲で西口の実家に泊まりに来たこともある。
2022年3月31日付で広島テレビを退社。3月25日が最終の出社・出演となった。今後フリーで活動するかどうかは未定だが、自身のInstagramで同年5月からジョージアに渡航していた事が分かった。

## 出演

### テレビ
- テレビ派（2018年5月 - 2022年3月）
  - テレビ派スポーツ
  - てご侍（2019年4月11日 - 終了、第2・第4木曜 石原プロモーション・金児憲史）西口真央は見届け人
  - 虹色せとりっぷ（2020年1月 - 終了）進行
  - 広島麺道 - リポーター
  - 広島寿司道 - リポーター
  - 沿線遺産 - ナレーション
- Go!Go!エンタ（2018年5月 - 終了）ナビゲーター
- ZIP!（広島のお天気）
- スッキリ（広島のお天気）
- NNNストレイトニュース（広島ローカルニュース）
- Dearボス 〜トップの秘密のぞき見バラエティ〜（2018年7月8日 - 2021年3月）MC
- 24時間テレビ41（2018年10月25日・26日）
- 元気丸 めざせ日本一SP つかめ!4個の星（2018年10月26日）番組初MC
- 太田上田（2018年10月16日・23日、中京テレビ）系列局の同期である八幡美咲（放送当時くまもと県民テレビアナウンサー、現広島ホームテレビアナウンサー）、阿部芳美（中京テレビアナウンサー）と出演[4]
- 広テレ歌唱王2018（2018年11月7日、『テレビ派』内で放送）MC
- 全国好きな嫌いなアナウンサー大賞2019（2019年5月10日、日本テレビ）
- 食べた麺の長さで勝負!ご当地麺バトル（2019年10月12日、広島テレビ制作、日本テレビ系28局ネット）広島チーム（バイきんぐ西村・クロちゃん・西口真央）
- 進め!スポーツ元気丸（2020年4月 - 2022年3月20日）MC
- ひろおく便り（第251回2021年4月5日 - 第300回2022年3月28日）リポーター